# Vayoc' Jor
Vayoc’ Jor (in armeno Վայոց Ձոր?; ) è una provincia dell'Armenia di circa 55 800 abitanti (2007) che ha come capoluogo Yeghegnadzor. La provincia mette insieme i precedenti distretti di Yeghegnadzor e Vajk.
Vayots Dzor confina a nord con la provincia di Gegharkunik, a nord-est con l'Azerbaigian, a est con la provincia di Syunik, sud con l'enclave azera di Nakhchivan e a ovest con la provincia di Ararat.

## Geografia antropica

### Suddivisioni amministrative
La provincia è suddivisa in comuni, dei quali 3 sono considerate città:
- Yeghegnadzor
- Jermuk
- Vajk
- Agarakadzor
- Aghavnadzor
- Areni
- Arin
- Arpi
- Artabuynk
- Artavan
- Azatek
- Bardzruni
- Chiva
- Getap
- Gladzor
- Gndevaz
- Gnishik
- Goghtanik
- Gomk
- Herher
- Hermon
- Horbategh
- Hors
- Karaglukh
- Karmrashen
- Khachik
- Khndzorut
- Malishka
- Martiros
- Nor Aznaberd
- Por
- Rind
- Salli
- Saravan
- Sers
- Shatin
- Taratumb
- Vardahovit
- Vernashen
- Yeghegis
- Yelpin
- Zaritap
- Zedea